# Jaime Hipp
Jaime Elizabeth Hipp (Fresno, 1º settembre 1981) è un'ex pallanuotista statunitense, vincitrice di una medaglia d'argento ai giochi olimpici di Pechino 2008.